# Ozark Henry
Piet Hendrik Florent Goddaer, dit Ozark Henry, né le 29 avril 1970 à Courtrai, est un auteur-compositeur-interprète belge.

## Biographie
Fils du compositeur classique Norbert Goddaer, Ozark fut encouragé par ce dernier à apprendre la musique. Il commence à jouer du piano et du saxophone à l'âge de six ans à l'école de musique de Courtrai.
Son premier album, I'm Seeking Something That Has Already Found Me fut défini comme "le début de l'année" par David Bowie en 1996.
Pour son album The Sailor not the Sea, Piet qui fut aussi artiste peintre, part de l'image romantique d'une femme face à la mer, le soleil d’été sur sa peau. Seul celui qui saurait que le mari de cette femme a disparu en mer, comprendrait ce qu’elle scrute réellement du regard : le marin et non la mer. Le single At Sea a connu un succès auprès des auditeurs de RTL2 et de l'émission Pop-rock station by Zégut où la chanson est restée environ un an en tête de classement de la playlist.
Le morceau titre The Sailor No the Sea est instrumental. Pourtant, le livret du CD contient des paroles pour ce morceau. Sur ce disque, l'auditeur attentif retrouvera[Qui ?] aussi sur cinq titres la présence de Jah Wobble à la basse et de Jaki Liebezeit de Can à la batterie.

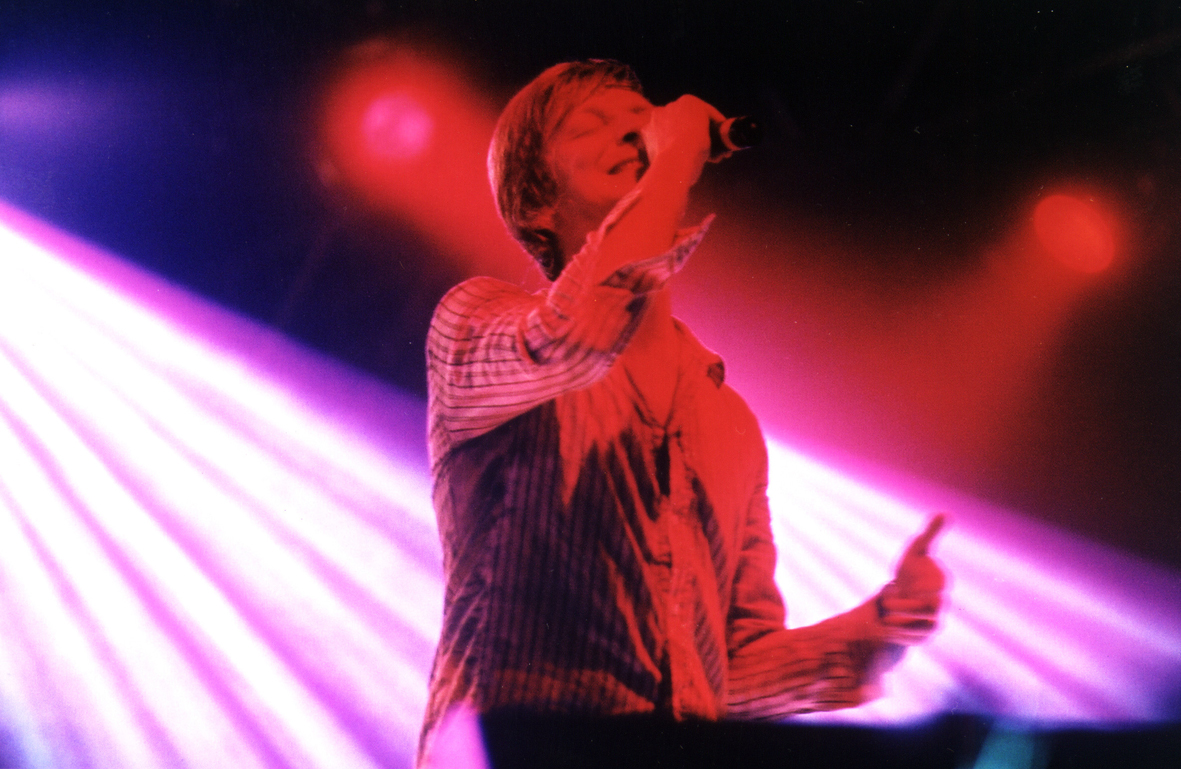
Ozark Henry au festival Pop/Folk de Dranouter (Belgique)

## Discographie

### Albums studio
- I'm Seeking Something That Has Already Found Me (1996)
- This Last Warm Solitude (1998)
- Birthmarks (2001)
- The Sailor not the Sea (2004)
- The Soft Machine (2006)
- Hvelreki (2010)
- Stay Gold (2013)
- Us (2017)

### Compilation
- A Decade (2007)
- The Essential (2010)

### Bandes originales
- Sedes And Belli - The Music (2002)
- Crusade In Jeans (2006)
- To Walk Again (2007)
- Le Monde Nous Appartient (2013)
- Le Chant de la Fleur (2013)

### Live
- Easter Sunday - Live At The Ancienne Belgique - Brussels (2005)
- Grace (2008)
- Live 2014 : The Journey Is Everything (2014)

### Divers
- Sunzoo Manley - To All Our Escapes (2001)
- Remains (2009) Single
- Paramount (2015) avec l'Orchestre National de Belgique

## Distinctions
- 2014 : Magritte de la meilleure musique originale pour Le monde nous appartient